# Stout Hearts and Willing Hands
Stout Hearts and Willing Hands is een korte comedy uit 1931 van regisseur Bryan Foy met in de hoofdrollen Frank Fay en Lew Cody.

## Rolverdeling
| Acteur          | Personage |
| --------------- | --------- |
| Alec B. Francis |           |
| Benny Rubin     |           |
| Bryant Washburn |           |
| Eddie Quillan   |           |
| Frank Fay       |           |
| Georgie Harris  |           |
| Lew Cody        |           |
| Laura La Plante |           |
| Mary Carr       |           |
| Matt Moore      |           |
| Matthew Betz    |           |
| Maurice Black   |           |
| Owen Moore      |           |
| Tom Moore       |           |